# Strega comanda colore
Strega comanda colore, detto anche "strega tocca colore", è un gioco per bambini tradizionale, appartenente allo stesso gruppo di chiapparello, rimpiattino, il lupo mangia-frutta e altri. Si gioca normalmente all'aperto. La "strega" è il giocatore che "sta sotto", ovvero colui che dirige il gioco e ha l'obiettivo di catturare gli avversari.

## Descrizione
La partita inizia con un giocatore che interpreta la "strega", la quale pronuncia la frase strega comanda color... seguita dal nome di un colore (per esempio, strega comanda color verde). A quel punto, gli altri giocatori dovranno cercare un oggetto del colore indicato e mettersi in salvo toccandolo. Compito della strega è catturare uno degli altri giocatori toccandolo prima che si sia messo in salvo. Il giocatore catturato diventa "strega" nel turno di gioco successivo. 
La struttura del gioco è molto simile a quella del lupo mangia-frutta, con una piccola differenza: il "lupo" deve catturare solo i bambini con il frutto indicato, scelto precedentemente da ogni partecipante, mentre la strega può catturare tutti i partecipanti, che non devono pensare a un colore ma devono toccare qualcosa che sia di quel colore.